# Улица Елены Телиги (Киев)
У́лица Еле́ны Тели́ги — Улица в Подольском и Шевченковском районах города. Пролегает от Улицы Александра Довженко до проспекта Степана Бандеры и Новоконстантиновской улицы. К улице Елены Телиги примыкают улицы Ивана Гонты, Дорогожицкая, Академика Щусева, Юрия Ильенко, Ольжича и Кирилловская.
Протяжённость 4,0 км.

## История
Улица Елены Телиги проложена в 1950-х годах, вместе с ул. Довженко составлял отрезок Новоокружной у́лицы. В 1969—1993 годах — у́лица Демья́на Коро́тченко, в честь советского государственного и партийного деятеля Д. С. Коротченко. Современное название улица получила уже после распада СССР в 1993 году в честь Елены Телиги (1907—1942), поэтессы и члена Организации украинских националистов.
Улица является частью Малой Окружной дороги. Улица и территория района метро «Дорогожичи» входит в зону охраняемого ландшафта Бабьего яра.
В 1961 и 1969 годах произошли две катастрофы. В 1961 году: техногенная катастрофа по причине талых вод, оползней. Это отмечено мемориалом напротив дома № 37 — «Жертвам Куренёвской трагедии».
В 1969 году без выводов историков, археологов и геологов было развёрнуто строительство универсама по улице Ново-Окружная, 50. При забивке свай в апреле 1969 года, в 20:00 образовался оползень — воронка около 50 м, снизу фонтаном хлынула вода, вынеся на поверхность трупы периода 1941—1942 годов. Все работы были прекращены, территория оцеплена. Началось следствие и, как следствие, прекращение строительства. Были обнаружены трупы моряков Пинской Флотилии. Трупы были обмотаны колючей проволокой.

При городском главе Л. Черновецком было предпринято строительство на этом месте 25-этажного дома с паркингом на 80 автомобилей. Но из-за протеста жителей близлежащих домов эта попытка провалилась. На этом месте жителями планируется мемориал.

## Важные учреждения
- Общеобразовательная школа № 24 (дом № 15-А) (построена по типовому проекту архитектора И. Каракиса).
- Общеобразовательная школа № 97 (дом № 5) (типовой проект архитектора И. Каракиса).
- Исследовательский завод сварочных материалов Института электросварки имени Е. О. Патона НАН Украины (дом № 2).
- Библиотека Подольского района им. С. Айны (дом № 55).
- Библиотека для детей имени В. Дубинина Шевченковского района (дом № 35).
- Украинский государственный институт по проектированию предприятий пищевой промышленности (дом № 8).
- Государственный архив города Киева (дом № 23).

## Памятники
- Напротив дом № 37 — Мемориал жертвам Куренёвской трагедии. Открыт 13 марта 2006 года.
- Дом № 13/14 — мемориальная доска Полторацкому Григорию Никитовичу, участнику восстания на броненосце «Потёмкин» в 1905 году. Открыт 31 октября 1975 года, скульптур А. А. Банников.
- На пересечении улиц Е. Телиги и Дорогожицкой — памятник Татьяне Маркус.
- С чётной стороны улицы, начиная с Дорогожицкой улицы, простирается мемориальный комплекс «Бабий Яр».

## Географические координаты
координаты начала 50°27′47″ с. ш. 30°26′49″ в. д.
координаты конца 50°29′16″ с. ш. 30°28′41″ в. д.

## Транспорт
- Троллейбусы № 19, 22, 25, 27, 30
- Автобусы № 36, 50
- Маршрутные такси № 150, 183, 223, 227, 242, 410, 421, 463, 558, 598
- Станция метро «Дорогожичи»
- Станция метро «Шулявская»
- Железнодорожная станция Почайна
- Железнодорожная станция Сырец
- Железнодорожная станция Зенит

## Почтовый индекс
04086, 04060, 04112